# Christine Blaze
Christine "Christie" Blaze è un personaggio dei fumetti WildStorm creato da Jim Lee. È una spia addestrata per essere parte del Team 7, cosa non avvenuta per via della discriminazione sessuale da parte delle alte sfere governative. Mantiene uno stretto contatto con il comandante e amante John Lynch e con quelli che avrebbero dovuto essere i suoi commilitoni, aiutandoli in più occasioni.

## Personalità
Christine è una donna dura, severa e autoritaria. Non ama gli spasimanti né i gesti di cavalleria, ha dei modi molto bruschi e spesso mascolini di trattare la gente e non apprezza il sarcasmo o l'ironia. È spesso sboccata, volgare e tende a diventare violenta quando sotto l'effetto dell'alcol. In pochissime occasioni e con pochissime persone la si è vista comportarsi in maniera più femminile o dolce, ma sempre e soltanto per breve tempo.
Per sua stessa ammissione è sempre stata una "maschiaccia" e attribuisce tutto ciò alla ricerca del rispetto altrui derivato dall'essere cresciuta in un quartiere povero in cui dilagava la criminalità. Tuttavia è conscia che i suoi modi brutali siano spesso inopportuni e non è affatto troppo orgogliosa da sapersi scusare e raddolcire, seppur solo lievemente, con chi merita trattamenti migliori.
Raramente sorride o si diverte sul lavoro e mantiene un atteggiamento per lo più serio, tuttavia fuori servizio sa essere molto amichevole e cameratista coi commilitoni o con le persone che si sono guadagnate il suo rispatto, i suoi compagni di bevute non si contano per quanto sono numerosi.
Generalmente nasconde le sue turbe e le lacrime e l'unica persona con cui si sfoga è Lynch.

## Biografia del personaggio
Christine Blaze nacque molto probabilmente a New York, sebbene non sia mai stato detto esplicitamente. La sua data di nascita è da porre all'incirca nel 1959 dato che ha pressappoco dieci anni in meno di Lynch e un aspetto troppo giovanile per essere sulla quarantina. Lei e l'uomo noto all'esercito come Topkick si conobbero all'accademia e fu proprio lui ad addestrarla, tra loro nacque una relazione che non sfuggì agli occhi di Miles Craven, il quale bocciò completamente la proposta di Lynch di integrarla nella formazione del Team 7 giustificandosi con il fatto che l'unico motivo per cui la voleva all'interno della squadra era la loro relazione. In realtà non era affatto vero e Christie era veramente una degli agenti maggiormente qualificati per entrare nel gruppo, cosa che anche Craven sapeva ma non voleva ammettere poiché, mosso dal sessismo, considerava inammissibile una donna all'interno del Team 7.
Dopo l'incidente del Team 7 anche lei si diede alla macchia assieme a quelli che non furono suoi commilitoni ma solo fidati amici; la donna era infatti disgustata dal modo in cui il governo si era servito della squadra e disertate le Operazioni Internazionali divenne una mercenaria.
Nel 1997, durante una missione a Gerusalemme rimase uccisa in uno scontro a fuoco ma per sua fortuna venne resuscitata dalla vigilante nota come Exotica, membro del gruppo de I Caduti. A seguito di ciò Christie si unì a loro in segno di gratitudine, pur mantenendo il suo impiego di mercenaria infatti collaborerà col gruppo ogni qual volta essi la chiamino.
Christie è il primo membro contattato da Lynch e Grifter quando incominceranno l'operazione di disassemblamento delle Operazioni Internazionali, e unitasi a loro collaborerà finalmente con tutti quelli che furono i membri del Team 7: Deathblow, Backlash e Dane; oltre ovviamente a tutti i loro alleati. Dalle ceneri della battaglia nasceranno le nuove Operazioni Internazionali e Christie, che da allora diviene membro effettivo del rinato Team 7, torna al suo ruolo di soldato governativo sotto la direzione della sua vecchia fiamma, John Lynch.

## Poteri e abilità
Christie non possiede nessun potere sovrumano o superumano, ma è comunque una soldatessa addestrata e capace; oltre all'addestramento militare la donna ha difatti studiato il Tai Chi, il Tae Kwon Do, il Krav Maga e la Lotta greco-romana. È una spia formidabile capace di ottenere informazioni da qualunque luogo in cui si infiltri e dispone di una straordinaria atleticità che la rende un'ottima contorsionista; sebbene non giunga ai livelli del suo maestro, Christie è una pianificatrice eccellente che non lascia mai nulla al caso e tiene sempre almeno un piano alternativo. Ha una straordinaria velocità di movimento, tanto che sono pochissime in tutto il mondo le persone non gen-attive capaci di percepire la sua presenza.
Christie è inoltre addestrata nell'utilizzo di qualsiasi arma da fuoco o da taglio, ed è perfino un'ottima arciera sebbene il meglio di sé lo dia come cecchino. Per sua stessa ammissione sarebbe capace di utilizzare o assemblare qualunque tipo di arma, anche un M16.
Si serve inoltre di frequente di tute ipertecnologiche che isolano la temperatura corporea e le permettono di non essere rilevata da alcun tipo di radar, oltre ad accrescerne la naturale forza e resistenza.

## Curiosità
- È una fumatrice occasionale.
- Ha un tatuaggio che richiama a una serie di ideogrammi sul braccio sinistro.
- Ha un piercing a forma di anello dorato all'ombelico.
- Adora l'opera, in particolare le tragedie.
- Christie è ispirata al personaggio Marvel Comics Maria Hill, agente dello S.H.I.E.L.D.